# Mistelfeld
Mistelfeld ist ein Gemeindeteil von Lichtenfels in Oberfranken.

## Lage
Das Kirchdorf liegt in einem Tal etwa drei Kilometer südöstlich von Lichtenfels an der Staatsstraße 2203.

## Geschichte
Die erste urkundliche Erwähnung von Mistelfeld  als „Mistelvelt“, erfolgte im Jahr 1142. Bis zum Ende des Alten Reiches gehörte der Ort zum Kloster Langheim. Im 19. Jahrhundert wurde er mit Friesenhof zu einer Gemeinde zusammengefügt und am 1. Januar 1974 in die Stadt Lichtenfels eingegliedert.
Im Jahr 1818 hatte Mistelfeld 456, 1950 813, 1961 728 und im Jahr 1970 727 Einwohner.

## Kultur und Sehenswürdigkeiten
- Mistelfeld gilt als die Wiege der Spankorbmacherei.[5]
- In der Liste der Baudenkmäler in Lichtenfels (Oberfranken) sind für Mistelfeld 25 Baudenkmäler ausgewiesen – darunter die römisch-katholische Pfarrkirche St. Andreas.

## Vereine
- FV Mistelfeld e. V. 1946
- Leuchsentaler Blasmusik 1927 Mistelfeld e. V.[6]

## Regelmäßige Veranstaltungen
- Leuchsentaler Heimatfest im April / Mai[7]
- Kirchweih am ersten Sonntag im Juli